# Van Hool NewA309
Le Van Hool NewA309 est un autobus urbain à gabarit réduit (midibus) fabriqué et commercialisé par le constructeur belge Van Hool depuis 2002.

## Histoire
- 2002 : lancement du NewA309 et de l'A300 K (versions diesel).

Il succède indirectement l'A308.

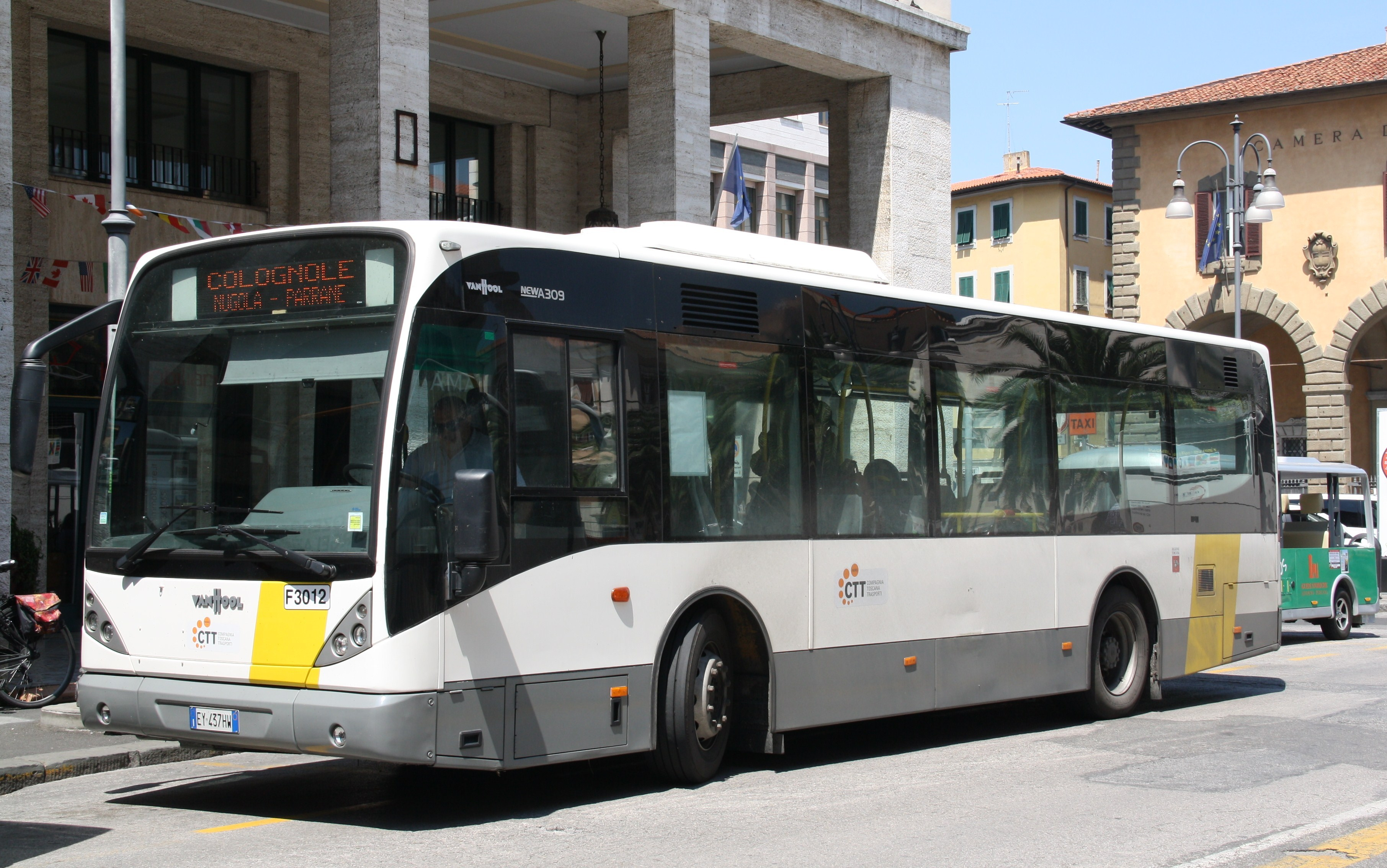
NewA309 - Version européenne
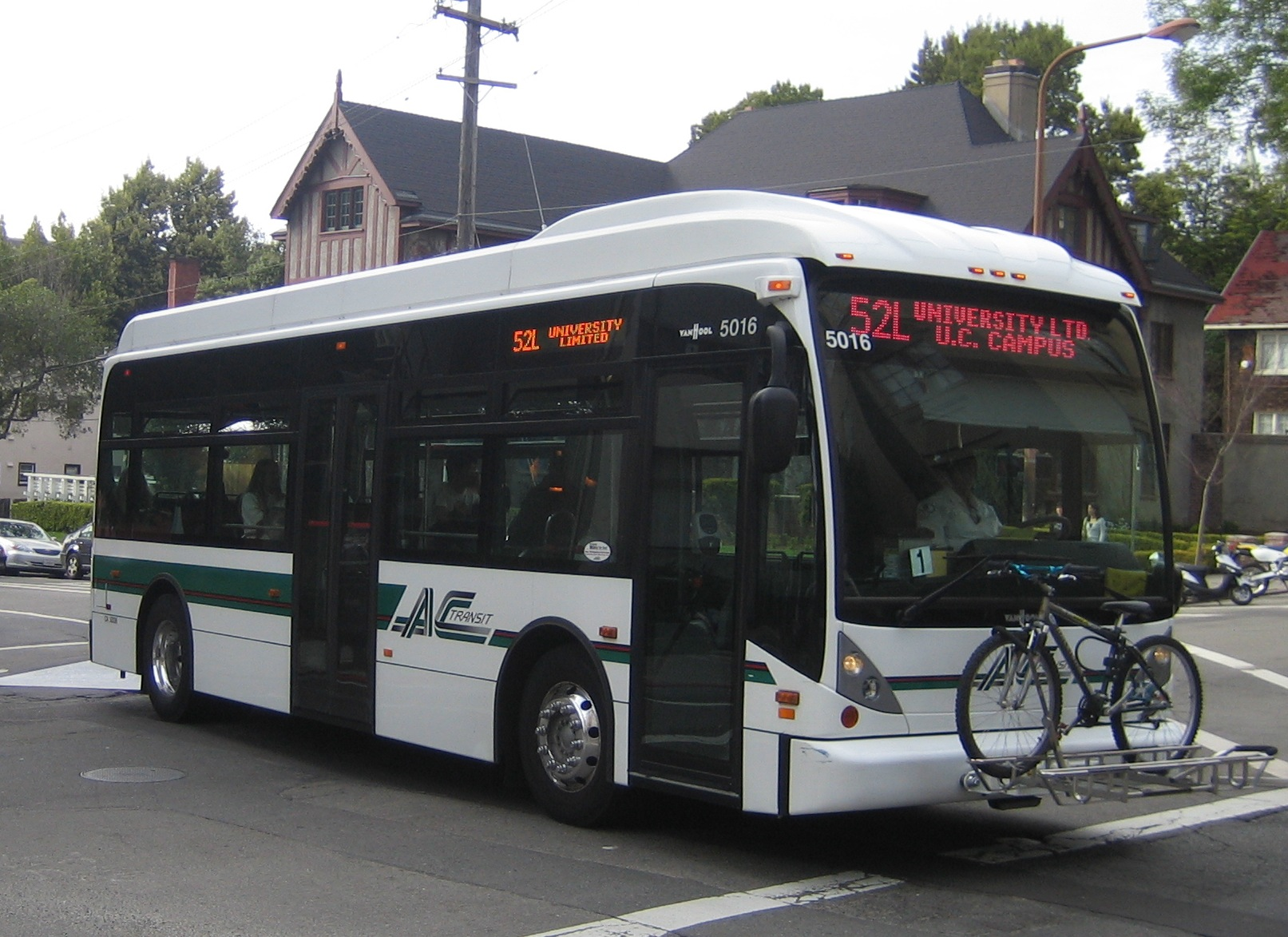
A300 K - Version nord-américaine

## Modèles

### Générations

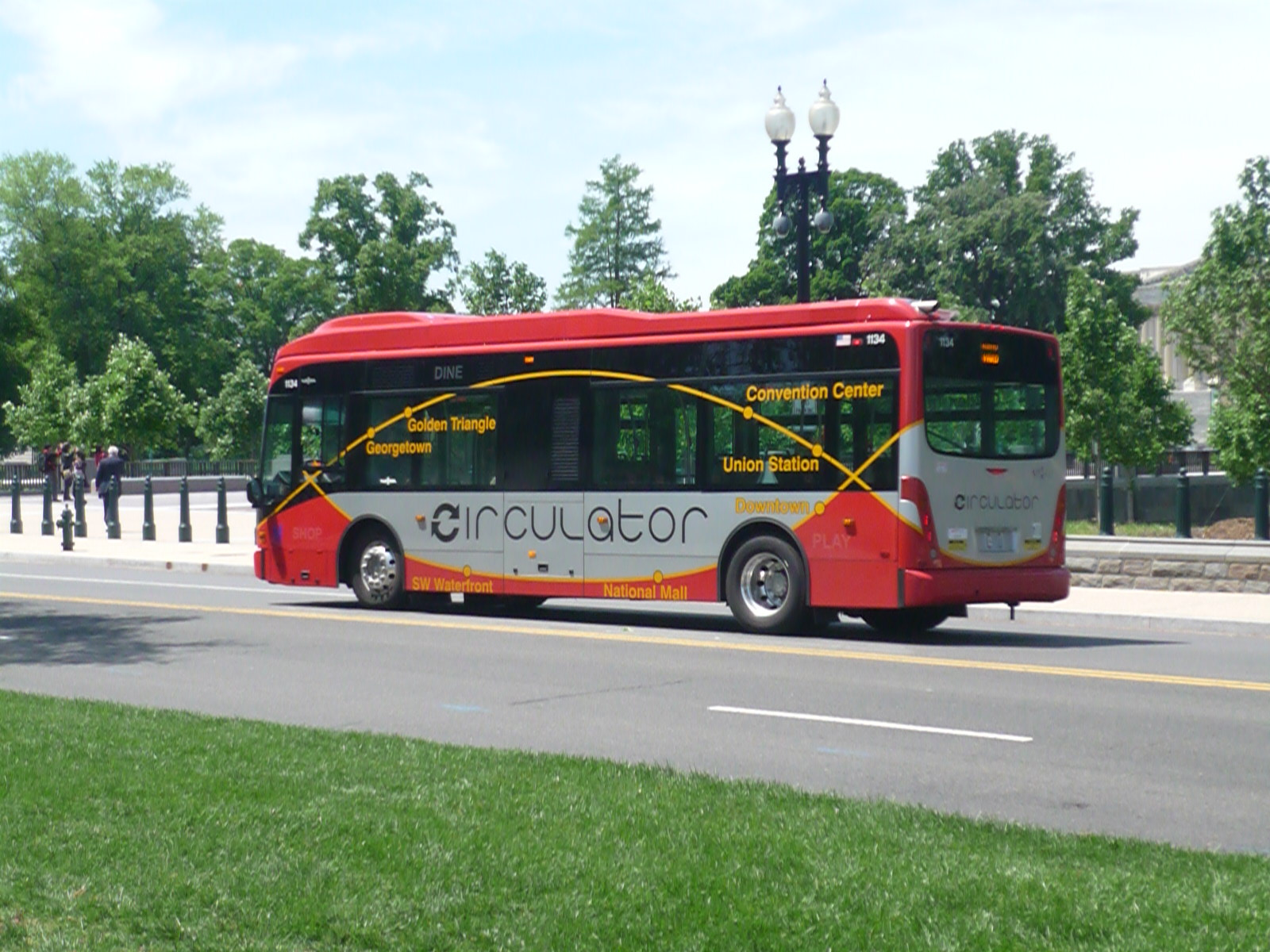
A300 K du réseau de Washington / Arlington (États-Unis).

Le NewA309 a été produit avec 4 générations de moteurs diesel : 
- Euro 3 : construits de 2002 à 2006.
- Euro 4 : construits de 2006 à 2009.
- Euro 5 : construits de 2009 à 2014.
- Euro 6 : construits de 2014 à aujourd'hui.

Il a été proposé à la vente avec un moteur hybride, nommé NewA309 Hyb. On peut remarquer que ce modèle a une "longue bosse" sur la partie avant du toit pour les appareils électriques.

### Les différentes versions
- NewA309 : version européenne ayant une motorisation diesel.
- NewA309 Hyb : version européenne ayant une motorisation hybride (diesel-électrique).
- A300 K : version nord-américaine ayant une motorisation diesel.

## Caractéristiques
Le NewA308 existe en version deux ou trois portes, dispose d'un plancher surbaissé et un moteur placé à l'arrière du bus sur la gauche, en porte-à-faux.

### Dimensions

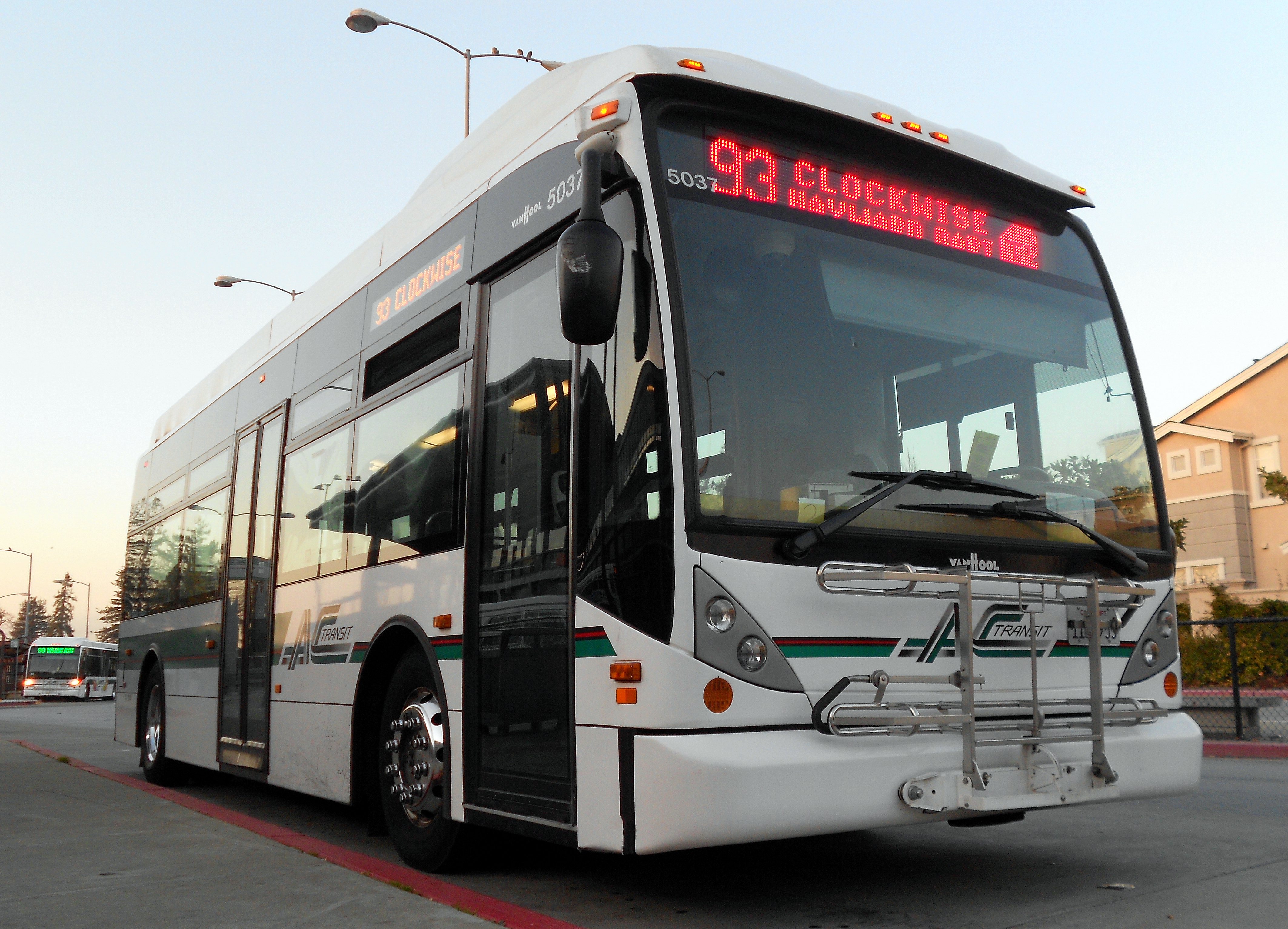
Van Hool A300 K.

|                                   | NewA309 diesel | NewA309 Hyb   | A300 K        |
| --------------------------------- | -------------- | ------------- | ------------- |
| Longueur (mm)                     | 9 990          | 9 990         | 9 345         |
| Largeur (mm)(sans rétroviseurs)   | 2 350          | 2 350         | 2 590         |
| Hauteur (mm)(sans climatisation)  | 3 100          | 3 220         | 3 320         |
| Empattement(s) (mm)               | 4 700          | 4 700         | 5 300         |
| Porte-à-faux (mm) avant / arrière | 2 400 / 2 890  | 2 400 / 2 890 | 2 055 / 1 750 |
| Rayon de braquage (m)             |                |               |               |
| Angle d’attaque / Fuite           | 7° 7'          | 7° 7'         | 9°            |
| Masse à vide (t)                  |                |               |               |
| PTAC (t)                          |                |               |               |
| Capacité : assis + debout = maxi* | 19 ou 23 assis | 19 assis      | 21 assis      |
| Nombre de portes                  | 2 ou 3 portes  | 2 ou 3 portes | 2 portes      |
| Hauteur du plancher               | 340            | 340           | 330           |

* = variable selon l'aménagement intérieur.

### Motorisation thermique

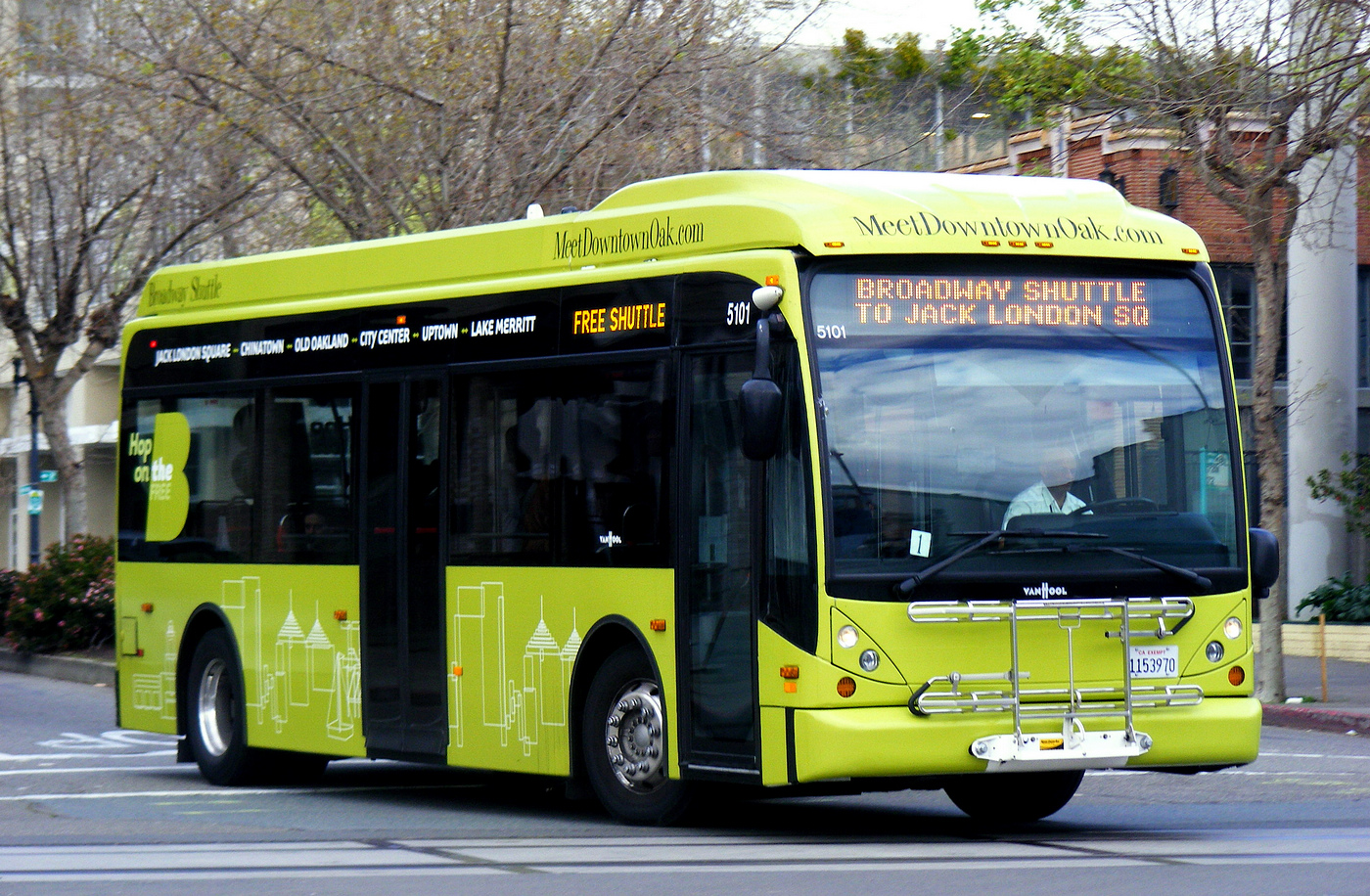
Van Hool A300 K.

Les NewA309 et A300 K ont eu deux motorisations diesel disponible lors de leurs lancement ; une motorisation hybride est arrivé quelques années après pour la version européenne.
- Du côté des moteurs diesel : 
  - le Cummins ISBe 225 six cylindres en ligne à injection directe Common Rail de ? litres avec turbocompresseur faisant 165 kW (224 ch). Modifié pour chaque sortie d'une nouvelle norme euro.
  - le Cummins ISB 07 six cylindres en ligne à injection directe Common Rail de ? litres avec turbocompresseur faisant 205 kW (280 ch).

- Du côté des moteurs hybrides : 
  - le Cummins ISBe 225 six cylindres en ligne à injection directe Common Rail de ? litres avec turbocompresseur faisant 165 kW (224 ch) + ? kW (? ch) avec le moteur électrique. Modifié pour chaque sortie d'une nouvelle norme euro.

| Modèle                                 | Construction | Moteur + Nom                          | Norme Euro        | Cylindrée       | Performance                  | Couple               | Vitesse maxi | Consommation + CO2    |
| -------------------------------------- | ------------ | ------------------------------------- | ----------------- | --------------- | ---------------------------- | -------------------- | ------------ | --------------------- |
| Van Hool NewA309 (ZF ECOMAT 4 - VOITH) | 2002 - 2006  | 6 cylindres en ligne Cummins ISBe 225 | Euro 3            | ... cm3 (... L) | 176 kW (220 ch) à ... tr/min | ... N m à ... tr/min | ... km/h     | ... l/100 km ... g/km |
| Van Hool NewA309 (ZF ECOMAT 4 - VOITH) | 2006 - 2009  | 6 cylindres en ligne Cummins ISBe 225 | Euro 4            |                 | 165 kW (224 ch)              |                      |              |                       |
| Van Hool NewA309 (ZF ECOMAT 4 - VOITH) | 2009 - 2014  | 6 cylindres en ligne Cummins ISBe 225 | Euro 5 - EEV      |                 | 165 kW (224 ch)              |                      |              |                       |
| Van Hool NewA309 (ZF ECOLIFE - VOITH)  | 2014 - ...   | 6 cylindres en ligne Cummins ISBe 225 | Euro 6            |                 | 165 kW (224 ch)              |                      |              |                       |
| Van Hool A300 K (VOITH )               | 2002 - ...   | 6 cylindres en ligne Cummins ISB 07   | Pas de Norme Euro |                 | 205 kW (280 ch)              |                      |              |                       |
| Van Hool A300 K (VOITH D864.3)         |              | 6 cylindres en ligne Cummins ISL      | Pas de Norme Euro |                 |                              |                      |              |                       |

### Motorisation hybride
| Modèle                                                      | Construction | Moteur + Nom                          | Norme Euro | Cylindrée | Performance                                          | Couple | Vitesse maxi | Consommation + CO2 |
| ----------------------------------------------------------- | ------------ | ------------------------------------- | ---------- | --------- | ---------------------------------------------------- | ------ | ------------ | ------------------ |
| Van Hool NewA309 Hyb (Hybride diesel) (ZF ECOMAT 4 - VOITH) |              | 6 cylindres en ligne Cummins ISBe 225 |            |           | 165 kW (224 ch) + ? kW (? ch) avec moteur électrique |        |              |                    |

La version hybride est différentiable de la version diesel grâce à sa hauteur et son rangement d'appareils électriques sur toute la longueur son toit.

### Mécaniques

#### Boite de vitesses
- Marché américain : Voith D864.3E ; Voith D854.5

### Options et accessoires
Une palette UFR peut être commandée en option pour la porte arrière uniquement.
L'A300 K, peut être différentiable de la version européenne grâce aux normes américaines : jantes chromées, pare-chocs plus gros, porte-vélo à l'avant, etc.
- Photos d'un NewA309 hybride au Luxembourg.